# 緬德卡拉區
53°48′36″N 64°09′00″E / 53.81000°N 64.15000°E

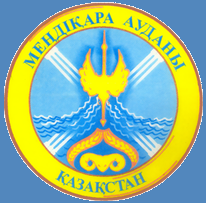

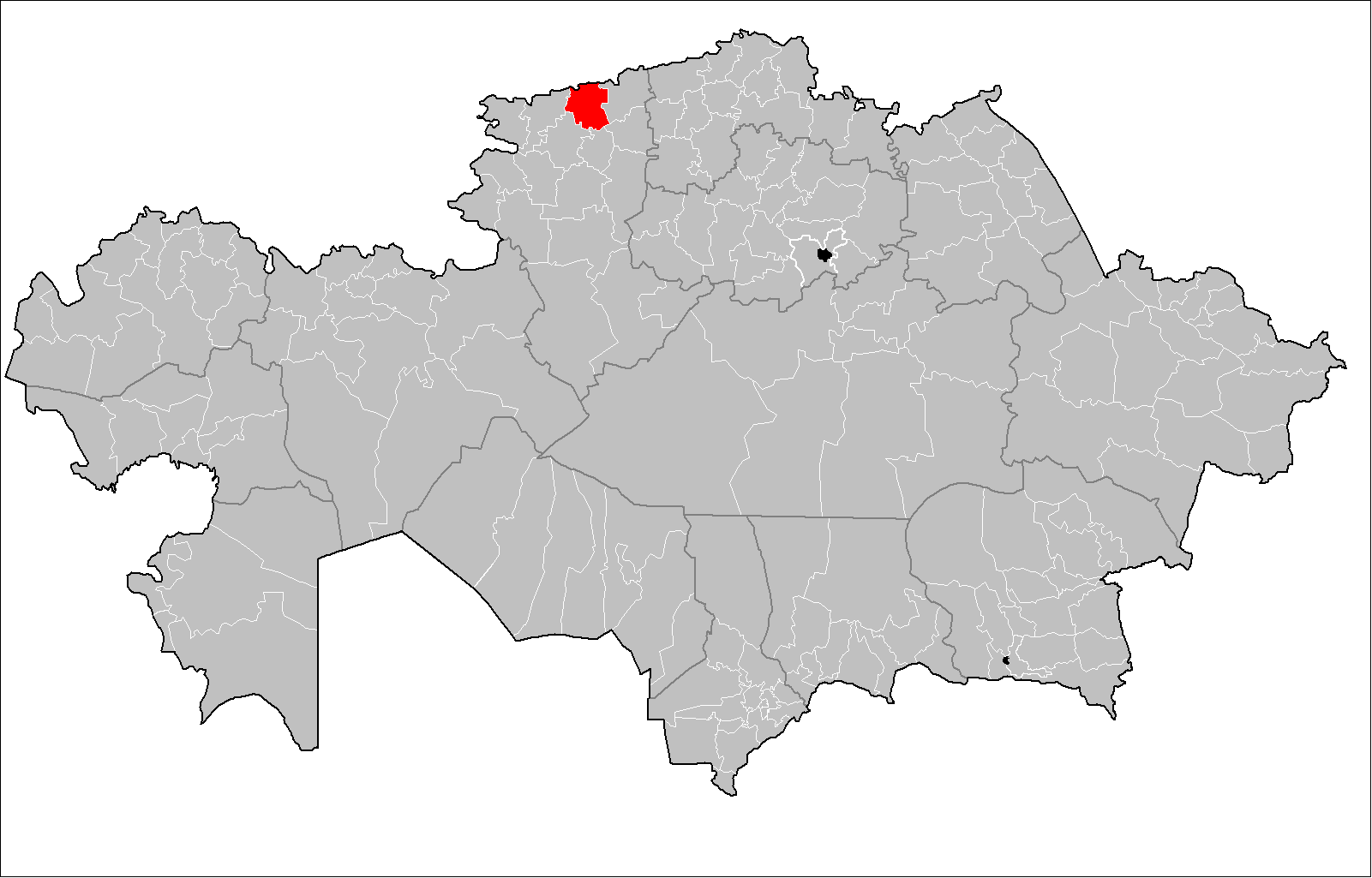

緬德卡拉區是哈薩克斯坦的行政區，位於該國北部，由庫斯塔奈州負責管轄，首府設於博羅夫斯科伊，始建於1930年，面積6,610平方公里，2015年人口29,631。